# Bu (jednostka miary)
Bu (jap. 分) – tradycyjna japońska jednostka miary, wynosząca ok. 3,03 mm.
1 bu = 10 rin
10 bu = 1 sun